# Kåfjord (commune)

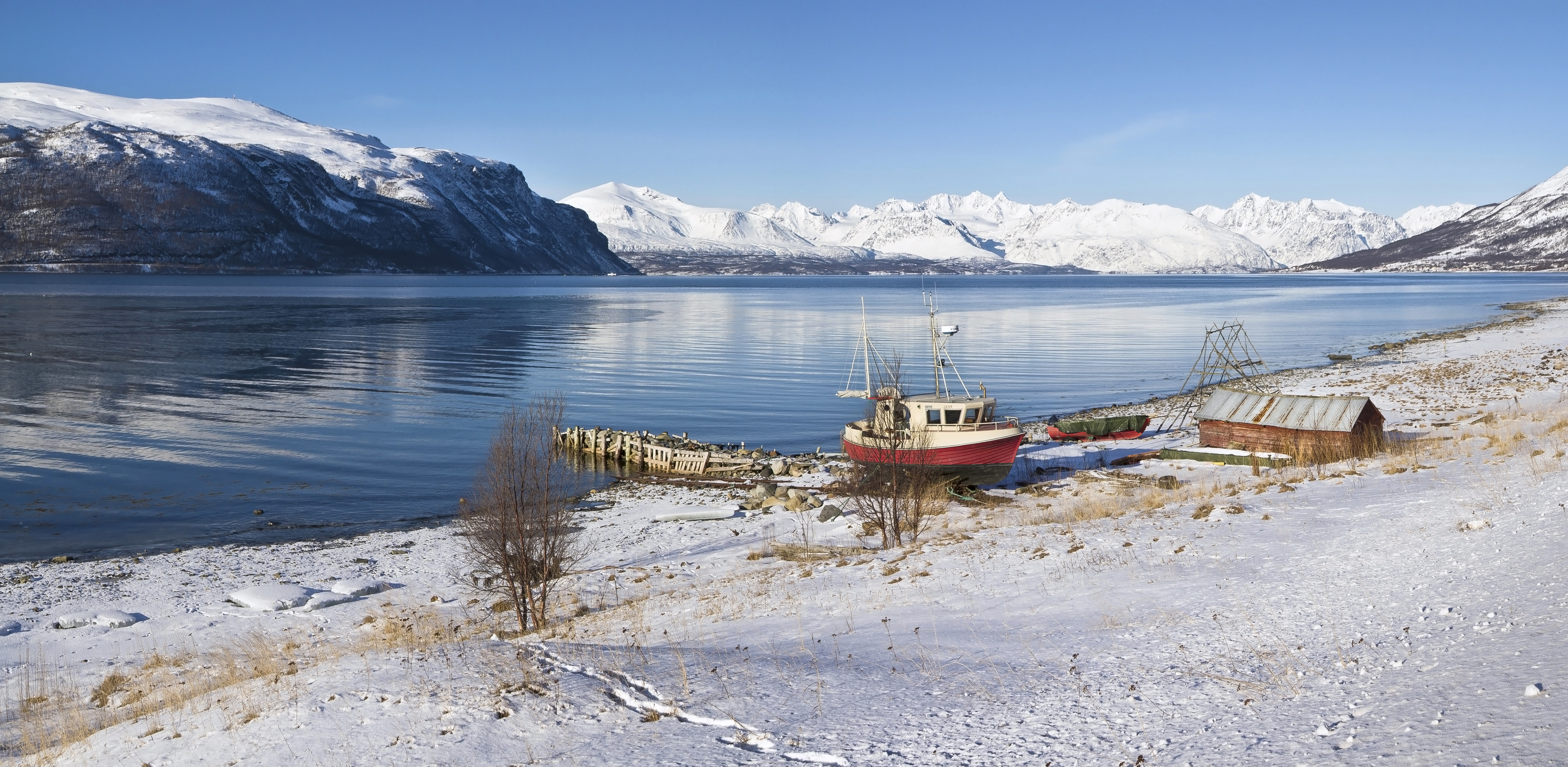
Vue du fjord de Kåfjord. Mars 2012.

Kåfjord de son nom norvégien, ou Gáivuotna en same du Nord et Kaivuono en kvène est une kommune de Norvège. Elle est située dans le comté de Troms.

## Localités
- Birtavarre (69° 29′ 39″ N, 20° 50′ 00″ E)
- Djupvik (69° 45′ 09″ N, 20° 29′ 37″ E)
- Løkvollen (69° 32′ 28″ N, 20° 33′ 03″ E)
- Manndalen / Olmmáivággi (69° 31′ 23″ N, 20° 32′ 19″ E)
- Nordmannvik (69° 40′ 42″ N, 20° 30′ 06″ E)
- Olderdalen (69° 36′ 14″ N, 20° 31′ 57″ E)
- Samuelsberg (69° 33′ 05″ N, 20° 32′ 00″ E)

## Géographie
Kåfjord comprend le fjord Kåfjorden qui débouche sur la rive est du fjord de Lyngen.